# Jänissaari (ö i Finland, Norra Österbotten, Koillismaa, lat 66,34, long 28,81)
Jänissaari är en halvö i Finland. Den ligger i sjön Särkiperä och i kommunen Kuusamo i den ekonomiska regionen  Koillismaa ekonomiska region  och landskapet Norra Österbotten, i den nordöstra delen av landet, 700 km norr om huvudstaden Helsingfors.